# Det lysner
Det lysner er en dansk eksperimentalfilm fra 1992 med instruktion og manuskript af Kim Peter Gyldenkvist.

## Handling
En europæisk rapport om en tilstand anno 1992.